# أليكس باروس
أليكس باروس (بالبرتغالية: Alexandre Barros) هو متسابق دراجات نارية برازيلي سابق. نافس في سباقات بطولة العالم للسوبربايك ولفئة 500 سي سي ولفئة 250 سي سي ولفئة 50 سي سي. كما شارك في بطولة العالم للموتو جي بي.

## روابط خارجية
- أليكس باروس على موقع MotoGP.com (الإنجليزية)
- أليكس باروس على موقع WorldSBK.com (الإنجليزية)